# Liste der Biografien/Bergn
Liste der Biografien |
Portal Biografien |
Personensuche
# |
A |
B |
C |
D |
E |
F |
G |
H |
I |
J |
K |
L |
M |
N |
O |
P |
Q |
R |
S |
T |
U |
V |
W |
X |
Y |
Z |
?
 
Ba |
Be |
Bd |
Bg |
Bh |
Bi |
Bj |
Bl |
Bm |
Bn |
Bo |
Br |
Bs |
Bu |
Bw |
By |
Bz
 
Bea–Beb |
Bec |
Bed |
Bee |
Bef |
Beg |
Beh |
Bei |
Bej |
Bek |
Bel |
Bem |
Ben |
Beo |
Bep |
Beq |
Ber |
Bes |
Bet |
Beu |
Bev |
Bew |
Bex |
Bey |
Bez
 
Bera |
Berb |
Berc |
Berd |
Bere |
Berf |
Berg |
Berh |
Beri |
Berj |
Berk |
Berl |
Berm |
Bern |
Bero |
Berq |
Berr |
Bers |
Bert |
Beru |
Berv |
Berw |
Berx |
Bery |
Berz
 
Berga |
Bergb |
Bergc |
Bergd |
Berge |
Bergf |
Bergg |
Bergh |
Bergi |
Bergj |
Bergk |
Bergl |
Bergm |
Bergn |
Bergo |
Bergq |
Bergr |
Bergs |
Bergt |
Bergu |
Bergv |
Bergw
Die Liste der Biografien führt alle Personen auf, die in der deutschsprachigen Wikipedia einen Artikel haben. Dieses ist eine Teilliste mit 33 Einträgen von Personen, deren Namen mit den Buchstaben „Bergn“ beginnt.

## Bergn

### Bergne
- Bergner, Beatrice (* 1966), deutsche Schauspielerin
- Bergner, Bruno (1923–1995), deutscher Gebrauchsgraphiker, Kunstmaler, Zeichner
- Bergner, Christoph (* 1948), deutscher Politiker (CDU), MdL, MdB
- Bergner, David (* 1973), deutscher Fußballspieler und -trainer
- Bergner, Dieter (1928–1984), deutscher marxistischer Philosoph, Rektor der Martin-Luther-Universität Halle (Saale), Mitglied der SED-Bezirksleitung Halle
- Bergner, Dietrich (* 1931), deutscher Physiker und Hochschullehrer
- Bergner, Dirk (* 1965), deutscher Politiker (FDP), MdL
- Bergner, Edith (1917–1998), deutsche Kinderbuchautorin und Schriftstellerin
- Bergner, Edwin (1903–1980), deutscher Kommunal- und Landespolitiker (SED), Direktor einer Gedenkstätte
- Bergner, Elisabeth (1897–1986), österreichisch-britische Theater- und FilmschauspielerinElisabeth Bergner (1897–1986)

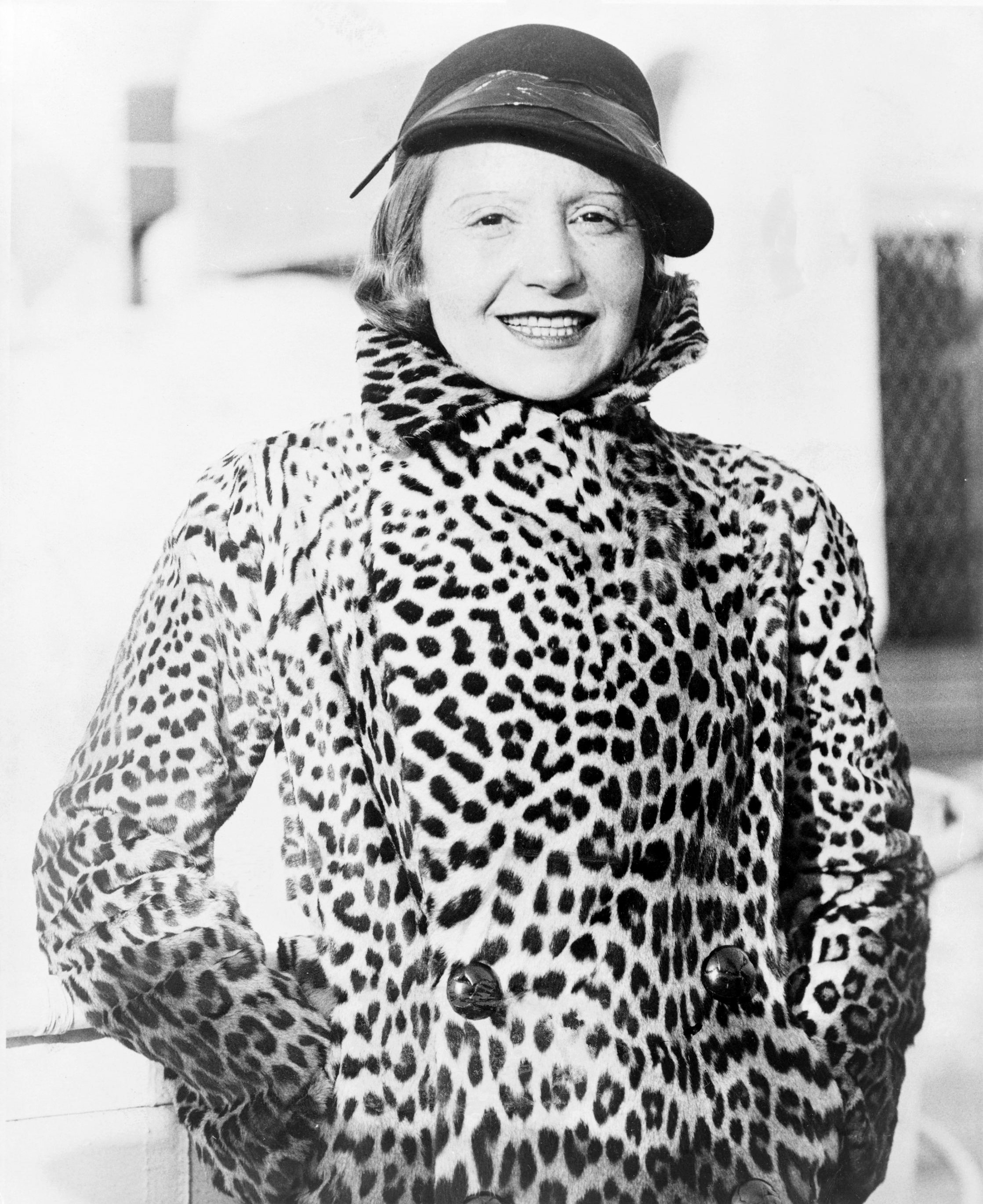
Elisabeth Bergner (1897–1986)

- Bergner, Frieder W. (* 1954), deutscher Posaunenspieler und Musiker
- Bergner, Friedrich Wilhelm (1837–1907), deutscher Organist
- Bergner, Gerhard (1927–2009), deutscher Fußballspieler
- Bergner, Heinrich (1865–1918), deutscher evangelischer Pfarrer und Kunsthistoriker
- Bergner, Heinz (1924–2014), deutscher Ökonom
- Bergner, Heinz (1936–2021), deutscher Sprachwissenschaftler
- Bergner, Herbert (1907–1987), deutscher Journalist und Chefredakteur in der DDR
- Bergner, Hildegard (1925–2012), deutsche Modedesignerin, Illustratorin und Modegrafikerin
- Bergner, Hinde (1870–1942), polnische Schriftstellerin jüdischen Glaubens
- Bergner, Ingrid (* 1970), deutsche Juristin und Richterin am Bundessozialgericht
- Bergner, Karlfried (* 1960), deutscher Diplomat
- Bergner, Karlhermann (1922–1996), deutscher Schriftsteller und Übersetzer
- Bergner, Lo (1895–1971), deutsche Schriftstellerin, Drehbuchautorin und Stummfilmschauspielerin
- Bergner, Manfred (* 1926), deutscher Jurist und Hochschullehrer
- Bergner, Nadine (* 1985), deutsche Informatikerin und Hochschullehrerin
- Bergner, Paul (* 1939), deutscher Autor und ehemaliger Angehöriger der bewaffneten Organe der DDR
- Bergner, Ralf (* 1950), deutscher Maler, Grafiker und Illustrator
- Bergner, Tom (* 2000), deutscher Handballspieler
- Bergner, Ute (* 1957), deutsche Politikerin (FDP)
- Bergner, Werner (* 1937), deutscher Fußballtorwart (DDR)
- Bergner, Wilhelm (1835–1905), deutscher Industrieller, Gründer der Eisengießerei und Maschinenfabrik Bergner & Nordenberg in Bergedorf
- Bergner, Wulf H. (* 1939), deutscher Übersetzer und Herausgeber
- Bergner, Yosl (1920–2017), israelischer Maler